# Raducz
Raducz is een dorp in de Poolse woiwodschap Łódź. Het dorp ligt 75 kilometer ten zuidwesten van Warschau, in het historische landsdeel Mazovië aan rivier de Rawka en telt 30 inwoners (2004).
De plaats maakt deel uit van de gemeente Nowy Kawęczyn.

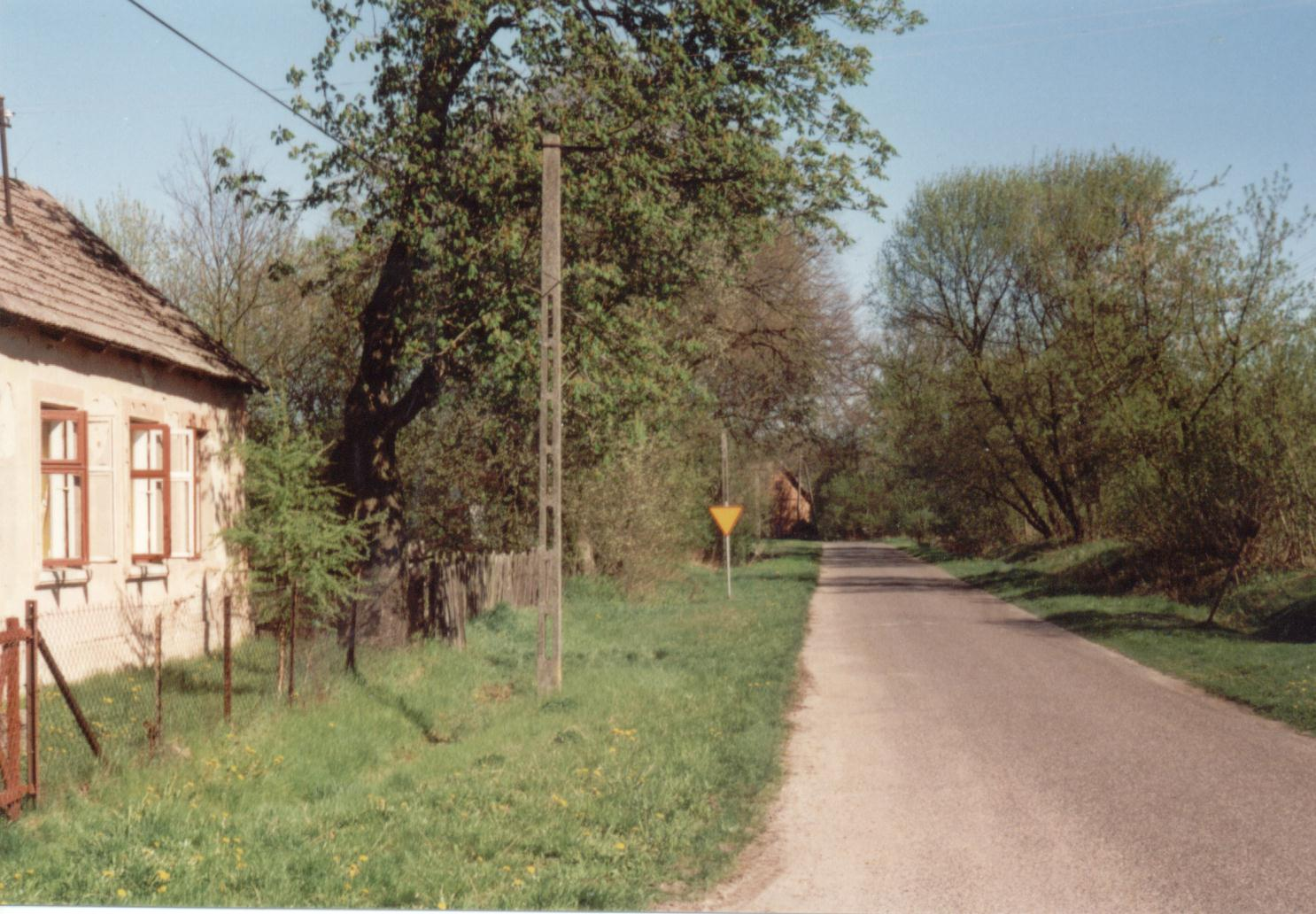
Een straat in Raducz.

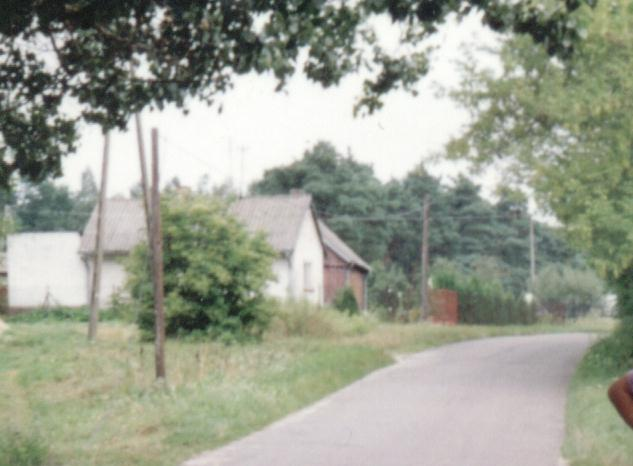
Nog een straat in Raducz.